# یواس‌اس هولدن (اس‌پی-۱۴۲۵)
یواس‌اس هولدن (اس‌پی-۱۴۲۵) (به انگلیسی: USS Commodore (SP-1425)) یک کشتی بود که طول آن ۶۲ فوت ۴ اینچ (۱۹٫۰۰ متر) بود. این کشتی در سال ۱۹۱۷ ساخته شد.